# انتشارات اساطیر
انتشارات اساطیر از ناشران خصوصی ایرانی است که در حوزه‌های تاریخ ایران و اسلام، فلسفه، عرفان، ادیان، ادبیات فارسی و ادبیات غرب فعالیت دارد.

## تاریخچه
انتشارات اساطیر در سال ۱۳۶۱ با مدیریت عبدالکریم جربزه‌دار تأسیس شد. این مؤسسهٔ انتشاراتی، در طی سال‌ها فعالیت خود، آثار متعددی در حوزهٔ فرهنگ و تمدن ایران منتشر کرده و ضمن توسعهٔ دامنهٔ فعالیت خود در زمینه‌های گوناگون، موفق به چاپ و عرضهٔ نزدیک به ۶۰۰ عنوان کتاب شده‌است.

## زمینهٔ فعالیت
انتشارات این مؤسسه را می‌توان به لحاظ ساختاری و محتوایی به صورت زیر خلاصه کرد:
1. انتشار متون کهن فارسی در حوزه‌های مختلف علم و ادب به صورت ویراسته و منقّح.
2. انتشار ترجمهٔ شماری از آثار مربوط به تاریخ و فرهنگ ایرانی/اسلامی از زبان عربی به زبان فارسی که از آن جمله‌اند مجموعه‌های تاریخ طبری و تاریخ کامل عزالدین بن اثیر.
3. انتشار مآخذ و منابع و تحقیقات اسلامی، قرآن‌پژوهی و شیعی، که از آن جمله‌اند ترجمهٔ قرآن مجید، تفسیر کبیر فخر رازی، آشنایی با علوم قرآنی، ناسخ‌التواریخ، زندگانی پیامبر اسلام، خلفا، اصحاب، علی بن ابی‌طالب، فاطمهٔ زهرا، زینب و….
4. بازچاپ مجموعه آثار محققان و پژوهشگران نامدار درگذشتهٔ ایرانی، ازجمله ملک‌الشعرای بهار، احمد بهمنیار، ابراهیم پورداوود، عباس اقبال آشتیانی، سعید نفیسی و….
5. بازچاپ آثار فارسی محققان قلمرو فرهنگیِ ایران از سین و ماسین تا…، ازجمله آثار چاپیِ شبه‌قاره، عثمانی، برلین و….
6. بازچاپ و انتشار نشریات ادواری ایران، که از مآخذ و منابع دست‌اول مطالعات و تحقیقات تاریخ سیاسی، فرهنگی، اجتماعی، ادبی و سیر تطور اندیشه‌ها و تحولات اجتماعی ایران است.
7. بازچاپ و انتشار منابع و مآخذ ایران‌شناسی و اسلام‌شناسی، که در گذشته‌های دور به زبان‌های عربی، انگلیسی، آلمانی و فرانسه در داخل و خارج ایران منتشر شده‌است و با توجه به گذرِ زمان طولانی از عهدِ انتشارشان، دیریاب و بعضاً دست‌نیافتنی‌اند، به زبان‌های اصلی، ازجمله آثار گلدنر، کریستیان بارتلمه، فردیناند یوستی و….
8. انتشار پژوهش‌های ایرانی و اروپایی در حوزه‌های مختلف علوم انسانی و ازجمله دربارهٔ اسطوره‌های ملل.
9. انتشار شماری از آثار ادبیات کلاسیک، عمدتاً به صورت مجموعه، ازجمله آثار هرمان هسه، آندره ژید، هوارد فاست و….